# Mezinárodní obyčej
Mezinárodní obyčej je druh právního obyčeje, který jako nepsaný pramen mezinárodního práva byl dlouho nejvýznamnějším a dodnes je významným pramenem práva v této právní oblasti, protože mezinárodní smlouva začala být využívanějším nástrojem až od 2. poloviny 19. století. Mezinárodní obyčej je ovšem stále jedním ze závazných pramenů mezinárodního práva, právní závaznost bývá uznávána především na základě čl. 38 odst. 1. Statutu Mezinárodního soudního dvora, který obsahuje uznávaný výčet pramenů mezinárodního práva. Upravuje vztahy mezi státy, je aplikován v oblastech diplomatického a konzulárního práva, válečného práva, humanitárního práva, práva moře a dalších oblastí mezinárodního práva veřejného.
Ve vztahu k mezinárodním smlouvám pak platí, že jsou právně rovnocenné a pokud mezi nimi dojde ke konfliktu, uplatní se kolizní pravidlo lex specialis derogat generali, případně lex posterior derogat priori. Některé právní názory ho přesto řadí až na druhé místo, a to za „mezinárodní smlouvy, ať obecné či partikulární, stanovící pravidla výslovně uznaná státy sporu“.
Protože se jedná o nepsaný pramen mezinárodního práva, je mu věnována značná pozornost mezi odborníky na mezinárodní právo, jako jsou akademičtí pracovníci nebo vysoce postavení zaměstnanci mezinárodních organizací (například Komise pro mezinárodní právo, která je orgánem Spojených národů). Tuto skupinu osob lze souhrnně označit jako tzv. scholars, jejichž odborný názor je považován v souladu s čl. 38 Statutu Mezinárodního soudního dvora za prostředek k výkladu norem mezinárodního práva včetně mezinárodního obyčeje. Tento výklad však není právně závazný.

## Vznik obyčeje
Mezinárodní obyčej vzniká na základě současného splnění dvou podmínek:
- ustálené praxe, neboli dlouhodobého, nepřetržitého a opakovaného užívání (usus longaevus), které nabude obecnosti (usus generalis)
- obecného přesvědčení o jeho právní závaznosti (opinio iuris či opinio necesitatis generalis)

Jedním z nejnovějších příkladů může být postupné přijetí zásady zákazu přivlastnění kosmického prostoru, která vznikla na základě opakovaných kosmických letů USA a SSSR od roku 1957. Tvorba mezinárodních obyčejů je v prostředí práva common law chápána jako živelný a neplánovitý proces, obyčejové pravidlo zde nevzniká vědomým konsenzem států, kterým upravují pravidla svého budoucího jednání, nýbrž až na základě ustálené praxe států dochází ke vzniku obyčejového pravidla, jehož dodržování je vymahatelné před mezinárodními soudními institucemi. Naopak podle tzv. konsenzuální koncepce má mít vytváření obyčeje povahu cílevědomou, kdy stát má podávat konkludentní (nevýslovné) návrhy na jeho akceptování, na což reagují ostatní státy akceptací, zachováváním obyčeje, nebo negací, nezachováváním obyčeje. Podle těchto přístupů se také liší přesvědčení o jeho poznatelnosti a předvídatelnosti.

## Historie
Jednoznačně definovat počátek mezinárodního obyčejového práva je velmi obtížné, což vyplývá již z jeho základní vlastnosti, totiž nepsané formy. Jak je výše uvedeno, mezinárodní obyčej vzniká až ex post ustáleným chováním států a respektováním vzniklých pravidel. Určit přesný okamžik tak není možné a problémy činí také rozlišení mezi právně nezávaznou kulturní zvyklostí a obyčejem.
Počátek mezinárodního obyčeje, který je sám sobě základem vzniku mezinárodního práva, tak lze hledat ve starověku, kde vznikala pravidla upravující válečné či diplomatické a konzulární právo. Jako příklad bývá uváděn zákaz ničení zemědělských budov v Indii nebo pravidla okupace a vyhlašování války v Římě.
Významnou roli hrála také katolická církev. Mezi některá pravidla jí stanovená patří například zákaz boje o některých církevních svátcích. Lze tvrdit, že tato pravidla byla do jisté míry respektována a tak docházelo ke vzniku mezinárodního obyčeje. Je ironií, že zrovna v případě křižáckých válek nebyla tato pravidla respektována.
Všeobecně uznávané normy mezinárodního práva pak vznikají v době zámořských objevů. Takto vzniká námořní právo, jehož složky jsou platné až dodnes.
Teoretické požadavky, které musí mezinárodní obyčej splňovat, jsou pak formulovány až v 18. století, i když ne komplexně. V dalších stoletích dochází k jejich rozšíření a upřesnění.

## Kodifikace obyčejového práva
Mezinárodní právo obyčejové je ze své podstaty právem nepsaným, přesto je zde reálná potřeba jeho obsah zaznamenat i písemně. K tomu slouží tzv. proces kodifikace. Dochází tak k zaznamenání obyčejového práva mezinárodní smlouvou, která bývá označována jako kodifikační úmluva. Ke kodifikaci mezinárodního obyčeje dochází především v období po druhé světové válce. Jako příklady kodifikačních úmluv lze uvést Ženevské úmluvy (1949) nebo Vídeňskou úmluvu o smluvním právu (1969).
Kodifikační úmluva má však své hranice. Jako mezinárodní smlouva je závazná pouze pro smluvní strany. Státy, které kodifikační úmluvy neratifikují, se nadále řídí mezinárodním obyčejem v nepsané formě. Druhým limitem kodifikační úmluvy jsou kogentní normy. I mezinárodní obyčej může být kogentní, jeho zaznamenání v kogentní úmluvě jej tedy nemůže co do obsahu změnit. Z toho vyplývá, že dojde-li ke sporu o obsahu mezinárodního obyčeje, jeho kodifikovaná podoba musí ustoupit reálnému obsahu vytvořenému státy.
Součástí tvorby kodifikačních úmluv je také snaha o systematizaci a logické uspořádání pravidel. Při této činnosti se zpravidla objevují tzv. bílá místa, tedy nedostatky obyčejů, které je vhodné doplnit vhodnou úpravou. To se v rámci kodifikace děje pomocí tzv. rozvojových pravidel. Je nutné vnímat rozdíl mezi obyčejem a rozvojovým pravidlem. Zatímco obyčej je sám o sobě pramenem mezinárodního práva bez ohledu na existenci kodifikace, rozvojové pravidlo je třeba vnímat jako smluvní rozšíření obyčeje, tedy normu vyplývající z mezinárodní smlouvy, která je závazná pouze pro ratifikující státy.
V čase ovšem zpravidla dochází ke stabilizování těchto rozvojových pravidel a jejich postupnému přesunu mezi mezinárodní obyčeje, což je způsobeno jejich respektováním nejen ze strany ratifikujících států, ale také ostatních států. Tím dochází k naplnění podmínek pro vznik mezinárodního obyčeje uvedených výše. Tak například Vídeňská úmluva o smluvním právu (1969) byla ze značné části tvořena právě rozvojovými pravidly, ale k dnešnímu dni je ji možné jako celek vnímat jako kodifikaci obyčejového práva, neboť i doplněná pravidla jsou dnes považována za mezinárodní obyčej.